# Ligne Aterazawa
La ligne Aterazawa (左沢線, Aterazawa-sen) est une ligne ferroviaire exploitée par la East Japan Railway Company (JR East), dans la préfecture de Yamagata au Japon. Elle relie la gare de Kita-Yamagata à Yamagata à la gare d'Aterazawa à Ōe.

## Histoire
La ligne est ouverte en 1921 entre Kita-Yamagata et Uzen-Nagasaki. Elle est prolongée l'année suivante à Aterazawa.

## Caractéristiques

### Ligne
- Longueur : 24,3 km
- Ecartement : 1 067 mm

### Services et interconnexion
La ligne est parcourue par des trains omnibus. À Kita-Yamagata, tous les trains continuent sur la ligne principale Ōu jusqu'à la gare de Yamagata.

### Liste des gares

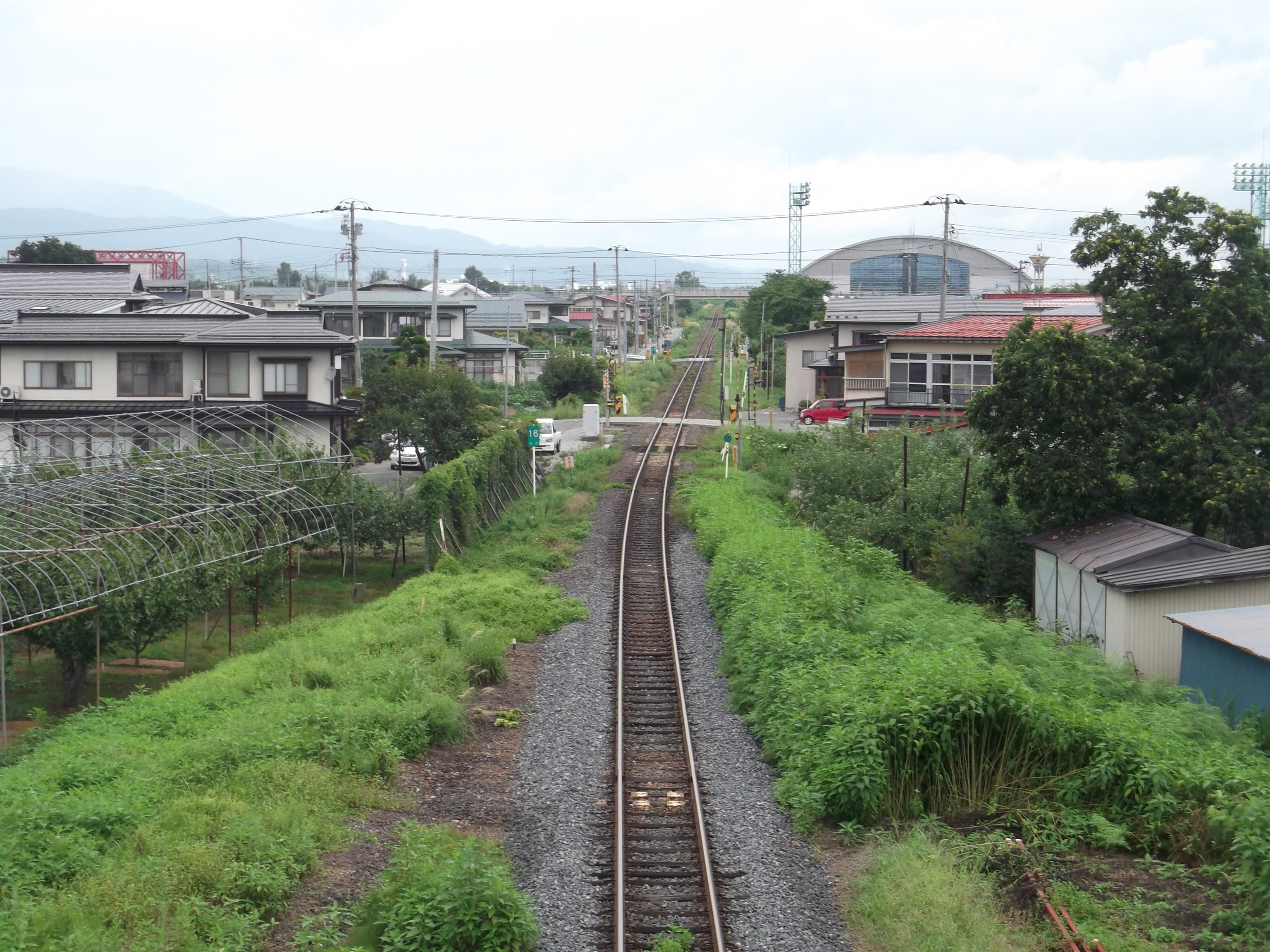
La ligne à Uzen-Nagasaki

| Gare           | Nom japonais | Distance depuis Kita-Yamagata (km) | Correspondances               | Localisation |
| -------------- | ------------ | ---------------------------------- | ----------------------------- | ------------ |
| Kita-Yamagata  | 北山形       | 0                                  | JR East : Ōu (interconnexion) | Yamagata     |
| Higashi-Kanai  | 東金井       | 3,1                                |                               | Yamagata     |
| Uzen-Yamabe    | 羽前山辺     | 6,5                                |                               | Yamanobe     |
| Uzen-Kanezawa  | 羽前金沢     | 9,5                                |                               | Nakayama     |
| Uzen-Nagasaki  | 羽前長崎     | 11,0                               |                               | Nakayama     |
| Minami-Sagae   | 南寒河江     | 13,5                               |                               | Sagae        |
| Sagae          | 寒河江       | 15,3                               |                               | Sagae        |
| Nishi-Sagae    | 西寒河江     | 16,4                               |                               | Sagae        |
| Uzen-Takamatsu | 羽前高松     | 19,3                               |                               | Sagae        |
| Shibahashi     | 柴橋         | 22,3                               |                               | Sagae        |
| Aterazawa (ja) | 左沢         | 24,3                               |                               | Ōe           |

## Matériel roulant

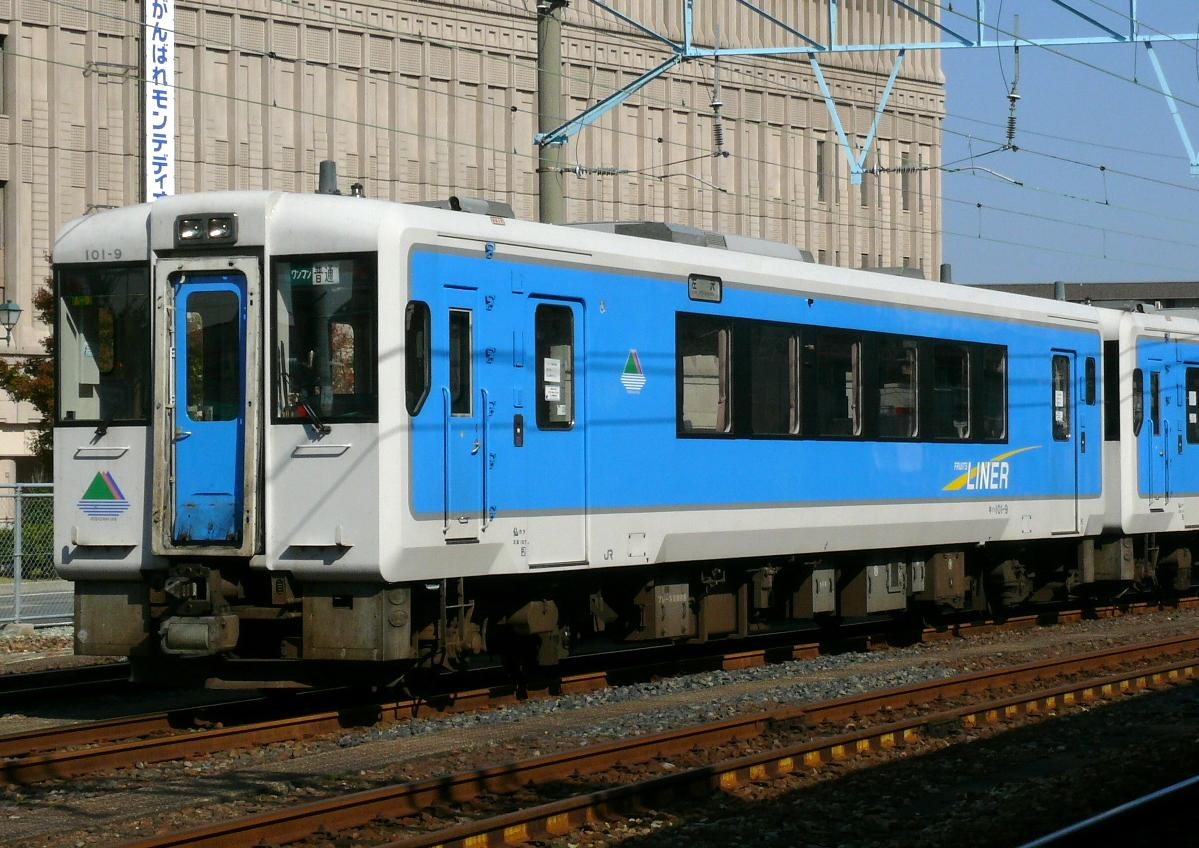
Série KiHa 101.

La ligne est parcourue par des rames séries KiHa 101.